# الصالحية (بغداد)
الصالحية حي سكني مهم في منطقة الكرخ القديمة وسط بغداد، غرب نهر دجلة. بغداد عاصمة جمهورية العراق، مساحتها كيلومتران وثلاثمئة متر مربع، وتقدير عدد سكانها سنة 2014 كان 8352، بها مجمع الصالحية الذي يضم مراكز بث قنوات تلفازية وإذاعية حكومية.
وتعتبر من أرقى مناطق بغداد وموقع جغرافي مميز لقربها من كراج العلاوي.
كما توجد فيها أحدث المباني في بغداد في هذه المنطقة حيث يوجد مجمع سكني لمجموعة مباني شاهقة بني سنة 1984 وصممته ونفذته شركتان يابانيتان، وكان يعتبر من أجمل المعالم في العراق.
ويرجع تسميتها نسبة إلى الشيخ صالح عبد القادر، وهو مالك الأراضي، والتي كانت عبارة عن بساتين زراعية (بساتين فاكهة، وخضار، ونخيل )، كما أنها تقع بالقرب من ضفاف نهر دجلة.

## المحلات
الصالحية في بلدية مركز الكرخ، تُسمى المنطقة الصالحية وتُسمى أيضاً حي الإعلام، وفيه 3 محلّات:
- محلة 224: موقعها غرب شاطئ دجلة، بين جسر الأحرار شمالاً وجسر الجمهورية جنوباً.
- محلة 222:
- محلة 220: